# Norah
Pour les articles ayant des titres homophones, voir Nora (homonymie).
 (septembre 2016).
Si vous disposez d'ouvrages ou d'articles de référence ou si vous connaissez des sites web de qualité traitant du thème abordé ici, merci de compléter l'article en donnant les références utiles à sa vérifiabilité et en les liant à la section « Notes et références ».
Norah est un prénom féminin. C'est une variante anglo-saxonne de Nora. On le retrouve fréquemment dans les pays anglophones (Etats-Unis, Irlande, Royaume-Uni). 

## Étymologie
Il a plusieurs origines. Comme l'anglo-saxon Nora, c'est un diminutif du prénom Éléonore (Eleanor ou Eleonora en anglais), du germanique ali-, « autre », « étranger » et -nord, « Nord »,,  ou du prénom Honora (Honoria), du latin Honoratus, du verbe honorare, dérivé de honor, « charge importante »

## Fête et saint patron
On souhaite leur fête aux Norah le 25 juin. On honore à cette occasion sainte Éléonore (Éléonore de Provence) qui fut l'épouse d'Henri III, roi d'Angleterre au XIIIe siècle. Commettant la maladresse de désigner des Français à des postes importants, elle provoqua une émeute contre la couronne. Expulsée en France, elle constitua une armée pour repartir en Angleterre libérer son mari prisonnier. À la mort d'Henri III, elle rejoint les bénédictines où elle finit sa vie saintement. 
Mais aussi le 14 octobre avec Honora/Enora.

## Occurrence
- Ce vieux prénom connaît un regain d'intérêt très fort aux États-Unis grâce à la popularité de Norah Jones[7].
- On constate la même tendance en France. Quasiment inexistant avant 2005, le prénom est depuis en constante progression et il naît près de 350 Norah en France chaque année.
- En 2022, 6 728 Françaises portent ce prénom. Son année record d'attribution est 2018 avec 345 naissances[8].

## Personnalités portant ce prénom
- Norah Jones (1979-), chanteuse américaine
- Norah Borges (1901-1998), artiste peintre argentine
- Norah McClintock (1958-), écrivaine québécoise
- Norah Fry (1871-1960), militante anglaise défenseur du droit à l'éducation des enfants handicapés et des enfants sujets à des troubles des apprentissages
- Norah Elam (1878-1961), féministe radicale, suffragette, militante anti-vivisection et fasciste britannico-irlandaise
- Norah Jeruto (1995-), athlète kényane spécialiste du 3 000 mètres steeple.
- Norah Flatley (2000-), gymnaste internationale américaine
- Norah Lehembre (1986-), actrice française.
- Pour l'ensemble des articles sur les personnes portant ce prénom, consulter :
  - la liste des articles dont le titre commence par ce prénom
  - les listes produites par Wikidata : Liste des personnes de prénom « Norah » — même liste en incluant les éventuels prénoms composés qui contiennent « Norah ».